# Diphascon chilenense
Diphascon chilenense är en djurart som tillhör fylumet trögkrypare, och som beskrevs av Plate 1889. Diphascon chilenense ingår i släktet Diphascon och familjen Hypsibiidae. Arten är reproducerande i Sverige. Inga underarter finns listade i Catalogue of Life.